# Lijst van rijksmonumenten in Godlinze
De plaats Godlinze telt 7 inschrijvingen in het rijksmonumentenregister. Hieronder een overzicht. 
| Object                                                                | Oorspronkelijke functie? | Bouwjaar | Architect | Locatie         | Coördinaten?                  | Nr.?   | Afbeelding        |
| --------------------------------------------------------------------- | ------------------------ | --- | --------- | --------------- | ----------------------------- | ------ | ----------------- |
| Onderkelderd pand onder zadeldak met wolfseind waarboven schoorstenen | Woonhuis                 | 1800-1850 |           | Hoofdweg 29     | 53° 22' 20" NB, 6° 48' 48" OL | 9468   | Meer afbeeldingen |
| Pancratiuskerk                                                        | Kerk en kerkonderdeel    | 12e eeuw (toren) 1200-1250 (schip) 1250-1300 (koor) 1554 (uitbr. toren) 1703, 1714 en 1885 (herst. toren) 1984-'87 (rest.) |           | Hoofdweg 36     | 53° 22' 21" NB, 6° 48' 52" OL | 9469   | Meer afbeeldingen |
| Eenvoudig pand onder zadeldak met wolfseinden                         | Woonhuis                 | 1800-1850 |           | Peperstraat 3   | 53° 22' 22" NB, 6° 48' 52" OL | 9471   | Meer afbeeldingen |
| Pand met topgevel onder schilddak met hoekschoorsteen                 | Woonhuis                 | 1800-1850 |           | Peperstraat 18  | 53° 22' 23" NB, 6° 48' 51" OL | 9472   | Meer afbeeldingen |
| Wierde                                                                | Archeologisch monument   | ca. begin jaartelling |           | Hoofdweg        | 53° 22' 20" NB, 6° 48' 53" OL | 45589  | Upload foto       |
| Hervormde pastorie (zie ook foto's serre en achterzijde)              | Dienstwoning             | 1842 1885 (uitbr.) |           | Hoofdweg 16     | 53° 22' 21" NB, 6° 48' 56" OL | 516186 | Meer afbeeldingen |
| Hervormde pastorie, stookhut                                          | Boerderij                | verm. ca. 1842 |           | bij Hoofdweg 16 | 53° 22' 21" NB, 6° 48' 56" OL | 516187 | Meer afbeeldingen |